# Акбайтал
Акбайтал (тадж. Оқбайтал, від кирг. Ак-Байтал — біла кобилиця) — перевал на Східному Памірі. Знаходиться на трасі М41 (Ош (Киргизія) — Хорог (Таджикистан)). Висота перевалу 4655 метрів. Найвища точка Памірського тракту, найвищий з доступних для автомобільного сполучення перевалів на Памірі. Знаходиться у водороздільній перемичці, яка пов'язує хребти Сарикольський та Музкол та відокремлює верхів'я річки Музкол (басейн озера Каракуль) від верхів'я річки Південний Акбайтал (басейн Мургаба) у Таджикистані. Підйом із долини Музкола щодо пологих, з долини Південного Акбайталу — крутіший, із серпантинами. Доступний цілий рік. Наприкінці XIX століття, після входження території в Російську імперію, шлях через перевал був розроблений в колісну дорогу.